# Rhopalizus femoralis
Rhopalizus femoralis är en skalbaggsart som beskrevs av Hintz 1919. Rhopalizus femoralis ingår i släktet Rhopalizus och familjen långhorningar.
Artens utbredningsområde är Ghana. Inga underarter finns listade i Catalogue of Life.